# Любон
Лю̀бон (на полски: Luboń; на немски: Luban, Lobau) е град в Централна Полша, Великополско войводство, Познански окръг. Административно е обособен в самостоятелна градска община с площ 13,52 км2.

## География
Градът е в състава на Познанската агломерация. Разположен е край левия бряг на река Варта, южно от войводската столица.

## История
Градът е създаден през 1954 година чрез обединението на селата Стари Любон, Жабиково и Лясек. В периода (1975 – 1998) е част от Познанското войводство.

## Население
Населението на града възлиза на 31 653 души (2017 г.). Гъстотата е 2341 души/км2.
Демографско развитие:

## Личности
Родени в града:
- Кшищоф Пискула, полски футболист, национал
- Овал (Яцек Вечорек), полски рапър

## Градове партньори
- Руан, Франция
- Бумбещ Жиу, Румъния

## Фотогалерия
- Църква „Св. Барбара“
- Паметник на сеячите
- Паметник „Никога война“ (Юзеф Гославски, 1956)
- Магистрала „А2“